# Douglas Allen Booth
Sir Douglas Allen Booth, III baronetto (Los Angeles, 2 dicembre 1949), è uno sceneggiatore, produttore televisivo, autore televisivo e nobile britannico con cittadinanza statunitense.

## Biografia
Dopo aver frequentato la Beverly Hills High School di Los Angeles e aver conseguito un Bachelor of Arts magna cum laude in storia e letteratura americana  presso l'Università di Harvard, ha contribuito alla creazione di Scooby Doo.

## Famiglia e matrimonio
Figlio maggiore di Sir Philip Booth, II baronetto (1907–1960) dal suo secondo matrimonio con Ethel Greenfield (1914–2018), sposò Yolanda Scantlebury nel 1991 e la coppia ebbe con due figlie.
L'erede presunto del titolo ereditario è suo fratello minore, il geologo Derek Booth.

## Ascendenza
|                     |   |                     | Genitori                 |  |  | Nonni |  |  | Bisnonni     |  |  | Trisnonni     |  |
|                     |   |                     |                          |  |  |       |  |  | Alfred Booth |  |  | Charles Booth |  |
|                     |   |                     |                          |  |  |       |  |  | Alfred Booth |  |  | Charles Booth |  |
|                     |   | Emily Fletcher      |                          |  |  |       |  |  | Alfred Booth |  |  |               |  |
| Alfred Allen Booth  |   |                     |                          |  |  |       |  |  | Alfred Booth |  |  |               |  |
|                     |   | Lydia Allen Butler  | Benjamin Franklin Butler |  |  |       |  |  |              |  |  |               |  |
|                     |   | Lydia Allen Butler  | Benjamin Franklin Butler |  |  |       |  |  |              |  |  |               |  |
|                     |   | Lydia Allen Butler  | Harriet Allen            |  |  |       |  |  |              |  |  |               |  |
| Philip Booth        |   | Lydia Allen Butler  |                          |  |  |       |  |  |              |  |  |               |  |
|                     |   | Edmund Dwight       | Edmund Dwight            |  |  |       |  |  |              |  |  |               |  |
|                     |   | Edmund Dwight       | Edmund Dwight            |  |  |       |  |  |              |  |  |               |  |
|                     |   | Edmund Dwight       | Mary Harrison Eliot      |  |  |       |  |  |              |  |  |               |  |
| Mary Blake Dwight   |   | Edmund Dwight       |                          |  |  |       |  |  |              |  |  |               |  |
|                     |   | Mary Flanagan Blake | Homer Crane Blake        |  |  |       |  |  |              |  |  |               |  |
|                     |   | Mary Flanagan Blake | Homer Crane Blake        |  |  |       |  |  |              |  |  |               |  |
|                     |   | Mary Flanagan Blake | Mary Flanagan            |  |  |       |  |  |              |  |  |               |  |
| Douglas Allen Booth |   | Mary Flanagan Blake |                          |  |  |       |  |  |              |  |  |               |  |
|                     | … | …                   |                          |  |  |       |  |  |              |  |  |               |  |
|                     | … | …                   |                          |  |  |       |  |  |              |  |  |               |  |
|                     | … | …                   |                          |  |  |       |  |  |              |  |  |               |  |
| Joseph Greenfield   | … |                     |                          |  |  |       |  |  |              |  |  |               |  |
|                     |   | …                   | …                        |  |  |       |  |  |              |  |  |               |  |
|                     |   | …                   | …                        |  |  |       |  |  |              |  |  |               |  |
|                     |   | …                   | …                        |  |  |       |  |  |              |  |  |               |  |
| Ethel Greenfield    |   | …                   |                          |  |  |       |  |  |              |  |  |               |  |
|                     |   | …                   | …                        |  |  |       |  |  |              |  |  |               |  |
|                     |   | …                   | …                        |  |  |       |  |  |              |  |  |               |  |
|                     |   | …                   | …                        |  |  |       |  |  |              |  |  |               |  |
| Sadie Kohav         |   | …                   |                          |  |  |       |  |  |              |  |  |               |  |
|                     |   | …                   | …                        |  |  |       |  |  |              |  |  |               |  |
|                     |   | …                   | …                        |  |  |       |  |  |              |  |  |               |  |
|                     |   | …                   | …                        |  |  |       |  |  |              |  |  |               |  |
|                     |   | …                   |                          |  |  |       |  |  |              |  |  |               |  |